# هوارد بينيت
هوارد بينيت (20 أغسطس 1892 - 13 يناير 1973)  (بالإنجليزية: Howard Bennett)‏ هو لاعب كريكت بريطاني (وحمل سابقاً جنسية المملكة المتحدة لبريطانيا العظمى وأيرلندا).